# Minnesota Amendment 1
Minnesota Amendment 1 war eine Volksinitiative in Minnesota. Sie hatte das Ziel, die gleichgeschlechtliche Ehe in der Landesverfassung zu verbieten. Das Referendum fand am gleichen Tag wie die Präsidentschaftswahl 2012 statt. Die Initiative wurde von den Wählern mit 51,90 Prozent der abgegebenen Stimmen abgelehnt.

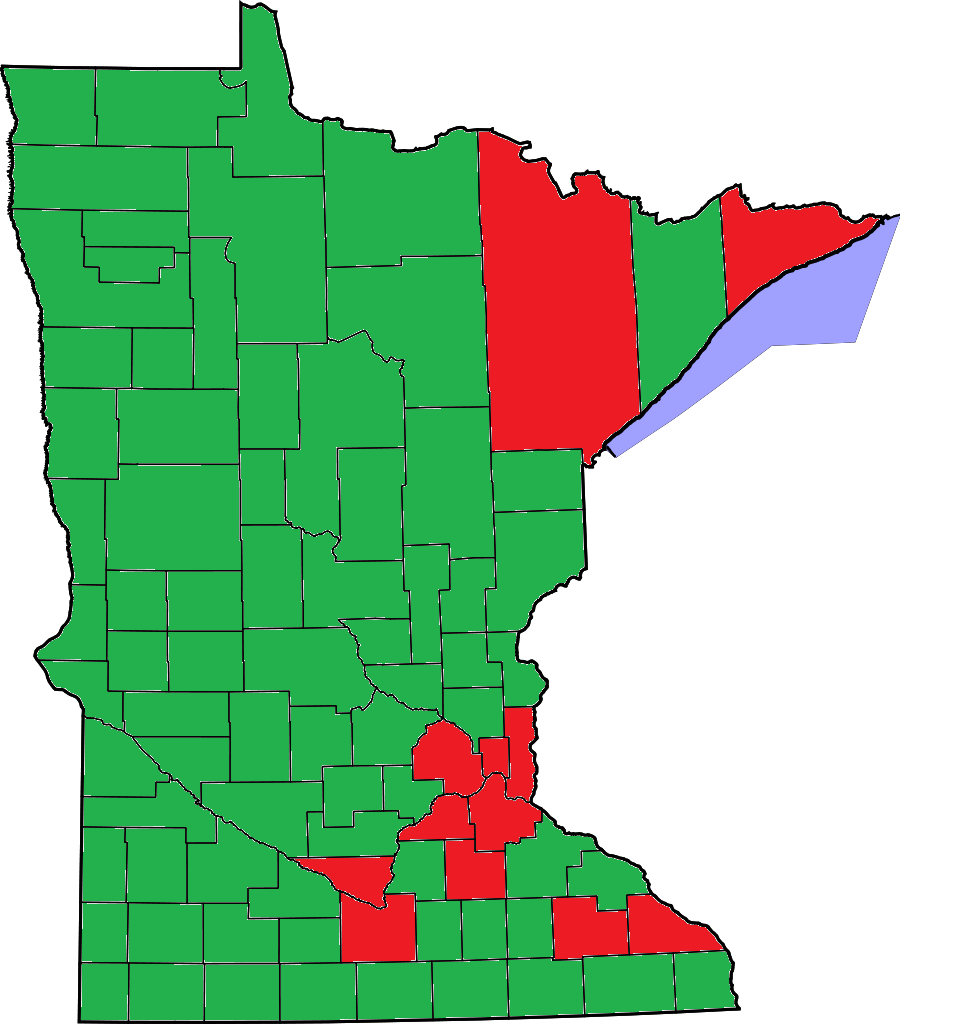
Wahlergebnisse in den Counties Minnesotas (grün: dafür; rot: dagegen)

## Ergebnis
| Wahl               | Stimmen   | %      |
| ------------------ | --------- | ------ |
| Nein               | 1.510.368 | 51,90  |
| Ja                 | 1.399.676 | 48,10  |
| Gültige Stimmen    | 2.910.041 | 98,63  |
| Ungültige Stimmen  | 40.398    | 1,37   |
| Abgegebene Stimmen | 2.950.780 | 100,00 |
| Quelle:            |           |        |